# Liste der Biografien/Aue
Liste der Biografien |
Portal Biografien |
Personensuche
# |
A |
B |
C |
D |
E |
F |
G |
H |
I |
J |
K |
L |
M |
N |
O |
P |
Q |
R |
S |
T |
U |
V |
W |
X |
Y |
Z |
?
 
Aa |
Ab |
Ac |
Ad |
Ae |
Af |
Ag |
Ah |
Ai |
Aj |
Ak |
Al |
Am |
An |
Ao |
Ap |
Aq |
Ar |
As |
At |
Au |
Av |
Aw |
Ax |
Ay |
Az
 
Aua |
Aub |
Auc |
Aud |
Aue |
Auf |
Aug |
Auh |
Aui |
Auj |
Auk |
Aul |
Aum |
Aun |
Aup |
Aur |
Aus |
Aut |
Auv |
Auw |
Aux |
Auz
Die Liste der Biografien führt alle Personen auf, die in der deutschsprachigen Wikipedia einen Artikel haben. Dieses ist eine Teilliste mit 275 Einträgen von Personen, deren Namen mit den Buchstaben „Aue“ beginnt.

## Aue
- Aue, Carl Adolph Felix (1803–1874), deutscher Buchhändler und Politiker
- Aue, Euphrosine (1677–1715), deutsche Schriftstellerin
- Aue, Friedrich (1896–1944), Widerstandskämpfer gegen den Nationalsozialismus
- Aue, Gisela von der (* 1949), deutsche Politikerin (SPD)
- Aue, Jochen (1937–2007), deutscher Maler und Grafiker
- Aue, Walter (1930–2024), deutscher Schriftsteller
- Aue, Werner Charles Rudolph (1891–1977), britischer Diplomat
- Aue-Ben-David, Irene (* 1972), deutsche Historikerin

### Aued
- Aued, Luciano (* 1987), argentinischer Fußballspieler

### Aueg
- Auegg, Henriette (1841–1912), österreichische Schriftstellerin und Pflegerin
- Auegg-Dilg, Eleonore (1811–1890), österreichische Porträt- und Miniaturmalerin

### Auel
- Auel, Jean M. (* 1936), US-amerikanische Schriftstellerin

### Auen
- Auen, Carl (1892–1972), deutscher Filmschauspieler
- Auen, Johann George Gotthelf (1745–1822), preußischer Beamter
- Auen, Martin von (* 1966), deutscher Musiker, Produzent, Schriftsteller und Schauspieler
- Auenbrugger, Leopold (1722–1809), österreichischer Mediziner und Librettist
- Auenbrugger, Marianne (1759–1782), österreichische Pianistin und Komponistin
- Auenmüller, August Wilhelm von (1754–1815), sächsischer Major und Kreiskommissar
- Auenmüller, Gabriele (1951–2015), deutsche Opernsängerin (Lyrischer Sopran) und Souffleuse
- Auenmüller, Hans (1926–1991), deutscher Dirigent und Komponist

### Auer
- Auer von Herrenkirchen, Benno (1848–1915), preußischer Major, Hofmarschall bei Friedrich I. (Anhalt)
- Auer von Herrenkirchen, Ernst († 1432), deutscher Bischof der Diözese Gurk
- Auer von Herrenkirchen, Hans Helmhart (1877–1960), deutscher Volkswirt und Hochschullehrer
- Auer von Welsbach, Alois (1813–1869), österreichischer Drucker, Erfinder und botanischer Illustrator
- Auer von Welsbach, Carl (1858–1929), österreichischer Chemiker und UnternehmerCarl Auer von Welsbach (1858–1929)

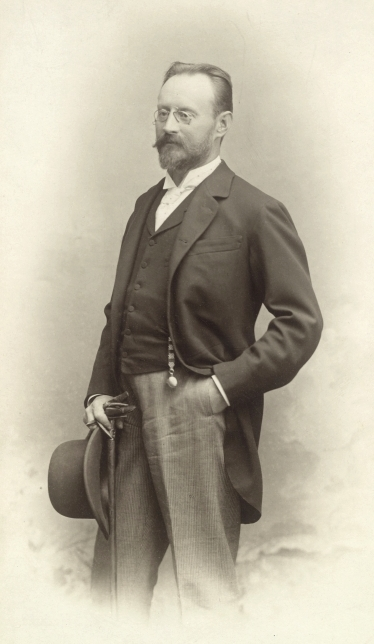
Carl Auer von Welsbach (1858–1929)

- Auer, Adolf von (1831–1916), deutscher Rechtsanwalt, Aufsichtsratsvorsitzender der Bayerischen Hypotheken- und Wechsel-Bank und Mitglied der bayerischen Kammer der Reichsräte
- Auer, Agnes von (1822–1902), deutsche Schriftstellerin
- Auer, Albert (1891–1973), deutscher römisch-katholischer Philosoph und Mitglied des Benediktinerordens
- Auer, Alexander (* 1991), österreichischer Skeletonpilot
- Auer, Alexander (* 2004), österreichischer Stabhochspringer
- Auer, Alfons (1857–1910), deutscher Kommunalpolitiker, Bürgermeister von Regensburg
- Auer, Alfons (1915–2005), deutscher Moraltheologe
- Auer, Andrea (* 1972), österreichische Schmuckdesignerin und Künstlerin
- Auer, Andreas (1948–2018), Schweizer Staatsrechtler und Professor an den Universitäten Zürich und Genf
- Auer, Anna (* 1937), österreichische Fotohistorikerin, Kuratorin und Publizistin
- Auer, Annemarie (1913–2002), deutsche Schriftstellerin
- Auer, Anton (1778–1814), deutscher Porzellanmaler
- Auer, Arnold (1956–2020), österreichischer Politiker (SPÖ), Abgeordneter zum Kärntner Landtag
- Auer, Arthur (1932–2020), deutscher Politiker (CSU), MdL
- Auer, Barbara (* 1959), deutsche SchauspielerinBarbara Auer (* 1959)

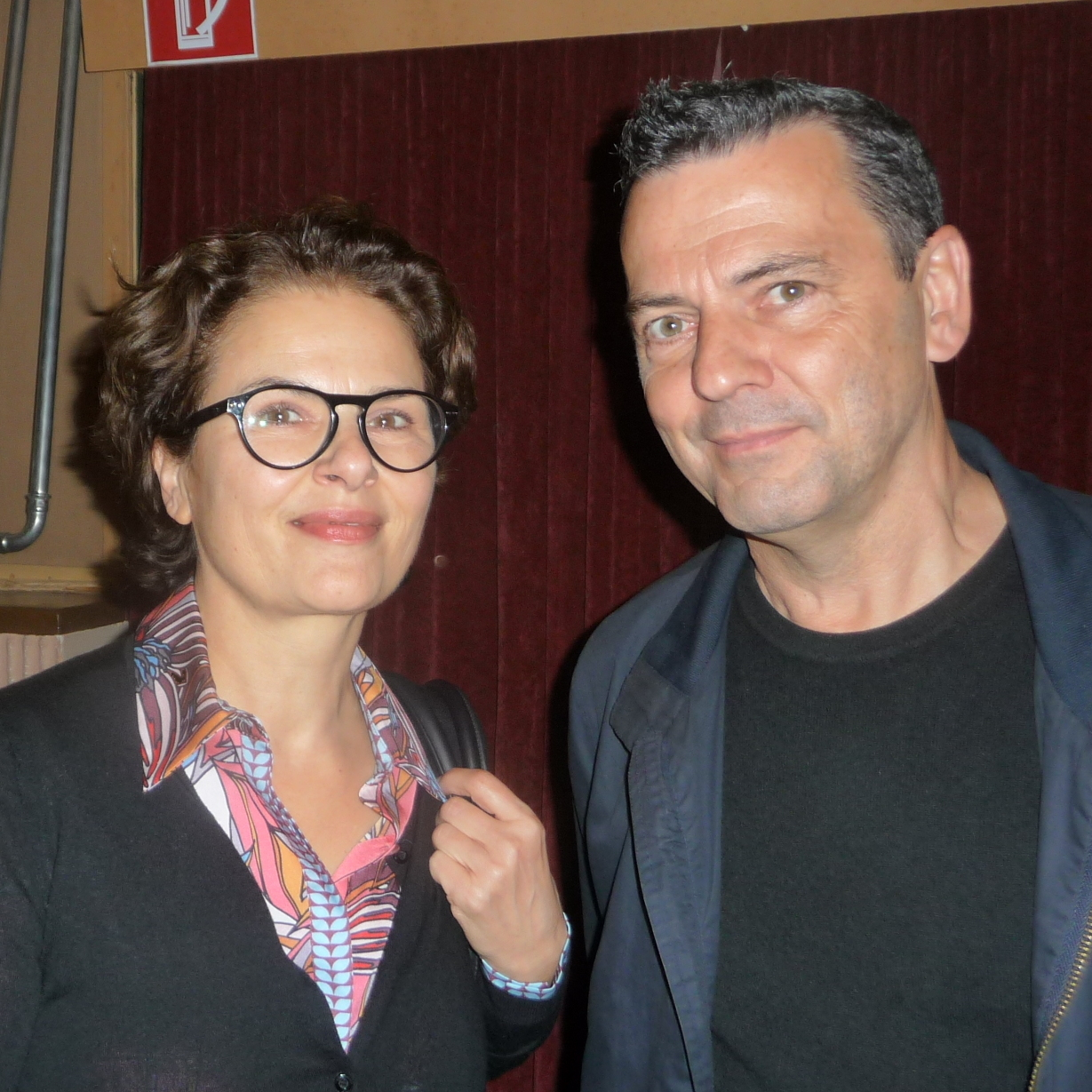
Barbara Auer (* 1959)

- Auer, Benjamin (* 1981), deutscher Fußballspieler
- Auer, Bettina (* 1992), deutsche Autorin
- Auer, Carl Albrecht Wilhelm von (1748–1830), preußischer Offizier und Beamter
- Auer, Christian (* 1966), österreichischer Skeletonfahrer
- Auer, Christian (* 1968), deutscher Komponist und Pianist
- Auer, Christoph (* 1981), österreichischer Jazzmusiker (Holzblasinstrumente)
- Auer, Christoph Albrecht von (1710–1794), preußischer Beamter
- Auer, Claus (* 1952), deutscher Diplomat
- Auer, Clemens Martin (* 1957), österreichischer Politiker (ÖVP)
- Auer, Daniel (* 1994), österreichischer Radrennfahrer
- Auer, Dirk (* 1972), deutscher Extremsportler
- Auer, Dominik (* 1976), deutscher Synchronsprecher, Dialogregisseur und DialogbuchautorDominik Auer (* 1976)

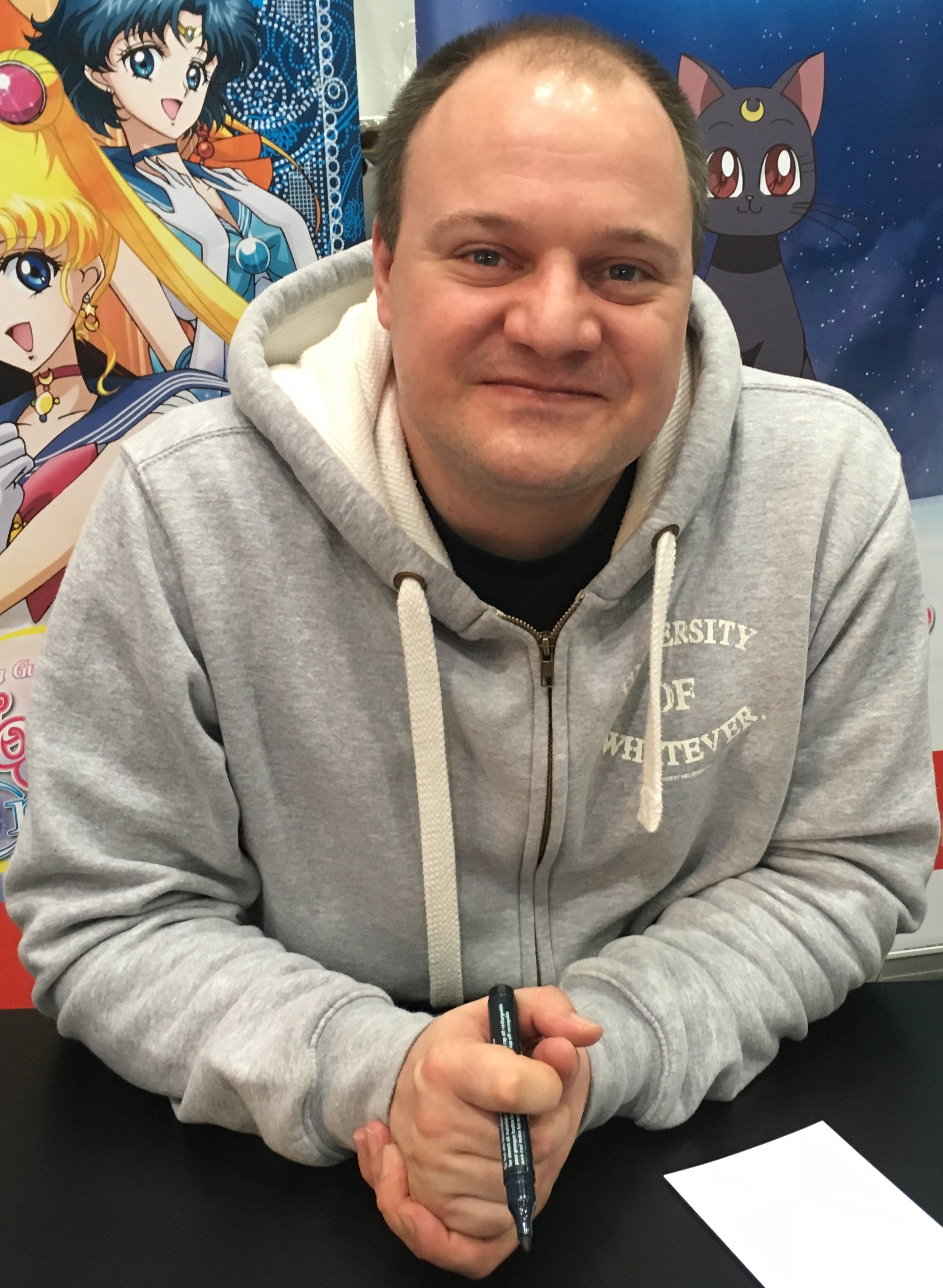
Dominik Auer (* 1976)

- Auer, Doris (* 1971), österreichische Stabhochspringerin, Siebenkämpferin und Sprinterin
- Auer, Elisabeth (* 1977), österreichische Moderatorin
- Auer, Erhard (1874–1945), bayerischer Politiker, erster Innenminister des Freistaats Bayern und SPD-Parteivorsitzender in Bayern
- Auer, Erich (1902–1978), deutscher Widerstandskämpfer gegen den Nationalsozialismus
- Auer, Erich (1923–2004), österreichischer Schauspieler
- Auer, Ernst Christoph Friedrich von (1763–1799), preußischer Beamter
- Auer, Felix (1925–2016), Schweizer Ökonom, Journalist und Politiker
- Auer, Frank von (1939–2022), deutscher Gewerkschaftsfunktionär
- Auer, Franz (1911–1948), österreichischer SS-Hauptscharführer
- Auer, Fritz (* 1878), deutscher Schriftsteller
- Auer, Fritz (* 1933), deutscher Architekt und Hochschullehrer
- Auer, Georg (1922–2004), österreichischer Journalist
- Auer, Gerhard (* 1938), deutscher Architekt und Hochschullehrer
- Auer, Gerhard (1943–2019), deutscher Ruderer
- Auer, Gernot (* 1989), österreichischer Straßenradrennfahrer
- Auer, Gottlieb (1887–1952), deutscher römisch-katholischer Ordensmann, Missionar und Märtyrer
- Auer, Grethe (1871–1940), schweizerisch-österreichische Schriftstellerin
- Auer, Hannes (* 1982), österreichischer Journalist
- Auer, Hans Wilhelm (1847–1906), Schweizer Architekt
- Auer, Hansjörg (1984–2019), österreichischer Kletterer und BergsteigerHansjörg Auer (1984–2019)

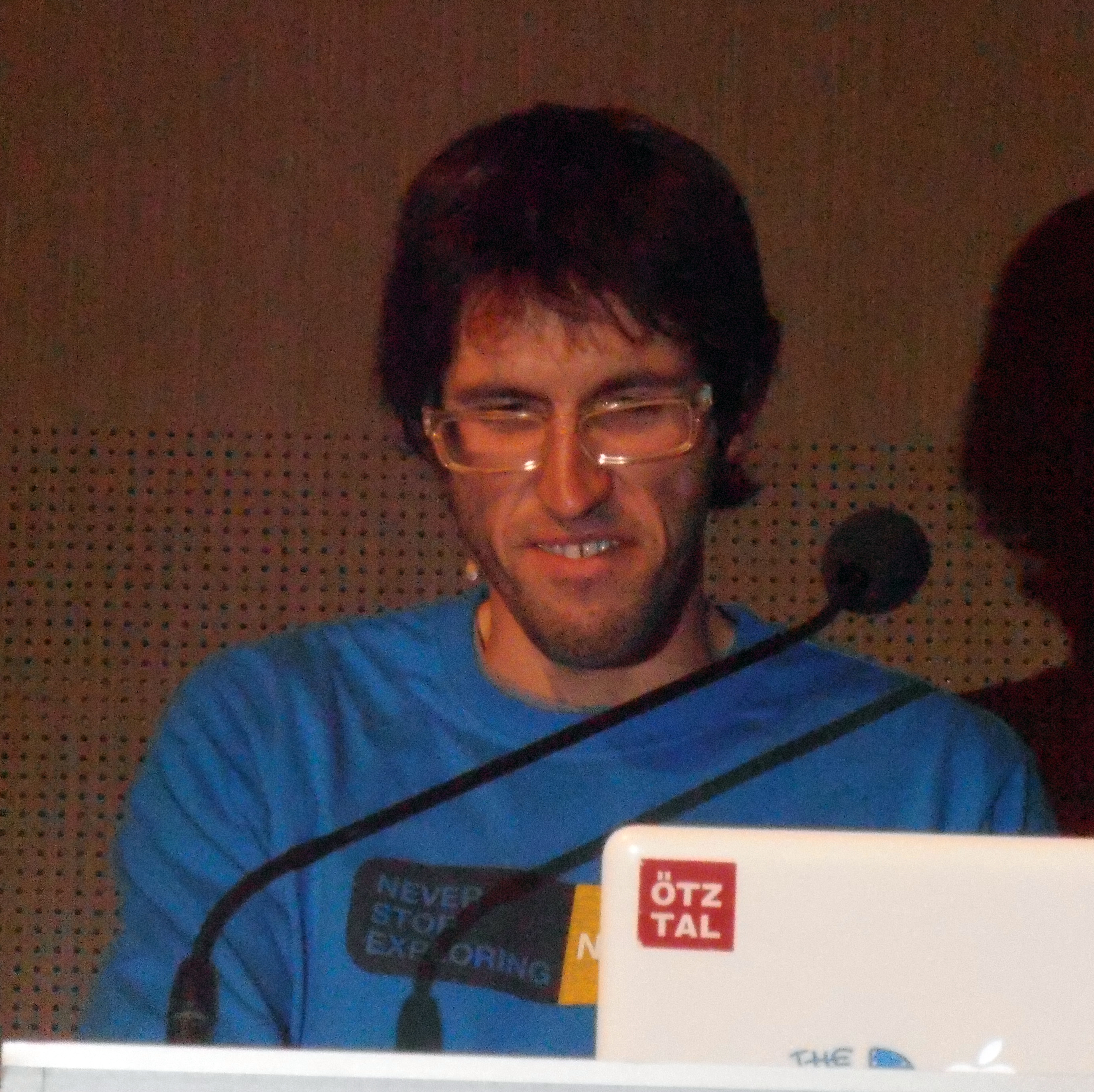
Hansjörg Auer (1984–2019)

- Auer, Heinrich (1825–1892), deutscher Industrieller und Kölner Unternehmer
- Auer, Heinrich (1828–1903), deutscher Verwaltungsjurist
- Auer, Heinrich (1884–1951), deutscher Bibliothekar
- Auer, Heinrich (1909–1983), deutscher Fußballspieler
- Auer, Helene (* 1945), österreichische Politikerin (SPÖ), Landtagsabgeordnete
- Auer, Hermann (1902–1997), deutscher Physiker, Wissenschaftlicher Direktor des Deutschen Museums und Präsident von ICOM Deutschland
- Auer, Horst (1934–2007), deutscher Architekt, Medailleur und Hochschullehrer
- Auer, Hubert (1780–1836), römisch-katholischer Theologe, Fürstbischöflicher Delegat für Brandenburg und Pommern, Propst von St. Hedwig in Berlin, Domherr zu Breslau, Dompropst zu Trier
- Auer, Hubert (1934–2000), österreichischer Politiker (ÖVP), Dritter Landtagspräsident
- Auer, Hubert, österreichischer Schulmeister und Kartenspielforscher
- Auer, Hubert (* 1981), österreichischer Fußballtorhüter und -trainer
- Auer, Ignaz (1846–1907), deutscher Politiker (SPD), MdR
- Auer, Ingeborg (* 1952), österreichische Klimawissenschaftlerin
- Auer, Jakob († 1706), österreichischer Bildhauer
- Auer, Jakob (* 1948), österreichischer Landwirt und Politiker (ÖVP), Abgeordneter zum Nationalrat
- Auer, Jakob (* 1991), österreichischer Benediktiner und erwählter Erzabt
- Auer, Joachim (1953–2017), deutscher Politiker (CDU), MdL
- Auer, Johann (1910–1989), deutscher römisch-katholischer Theologe und Hochschullehrer
- Auer, Johann Josef (1666–1739), deutscher Bildhauer und Holzschnitzer des Barock
- Auer, Johann Kasimir von (1736–1809), preußischer Generalmajor, Chef des Dragonerregiments „von Auer“
- Auer, Johann Paul (1636–1687), deutscher Maler
- Auer, Johanna (* 1950), österreichische Politikerin (SPÖ), Mitglied des Bundesrates
- Auer, John H. (1906–1975), US-amerikanischer Regisseur
- Auer, Jon (* 1969), US-amerikanischer Musiker
- Auer, Jonas (* 2000), österreichischer FußballspielerJonas Auer (* 2000)

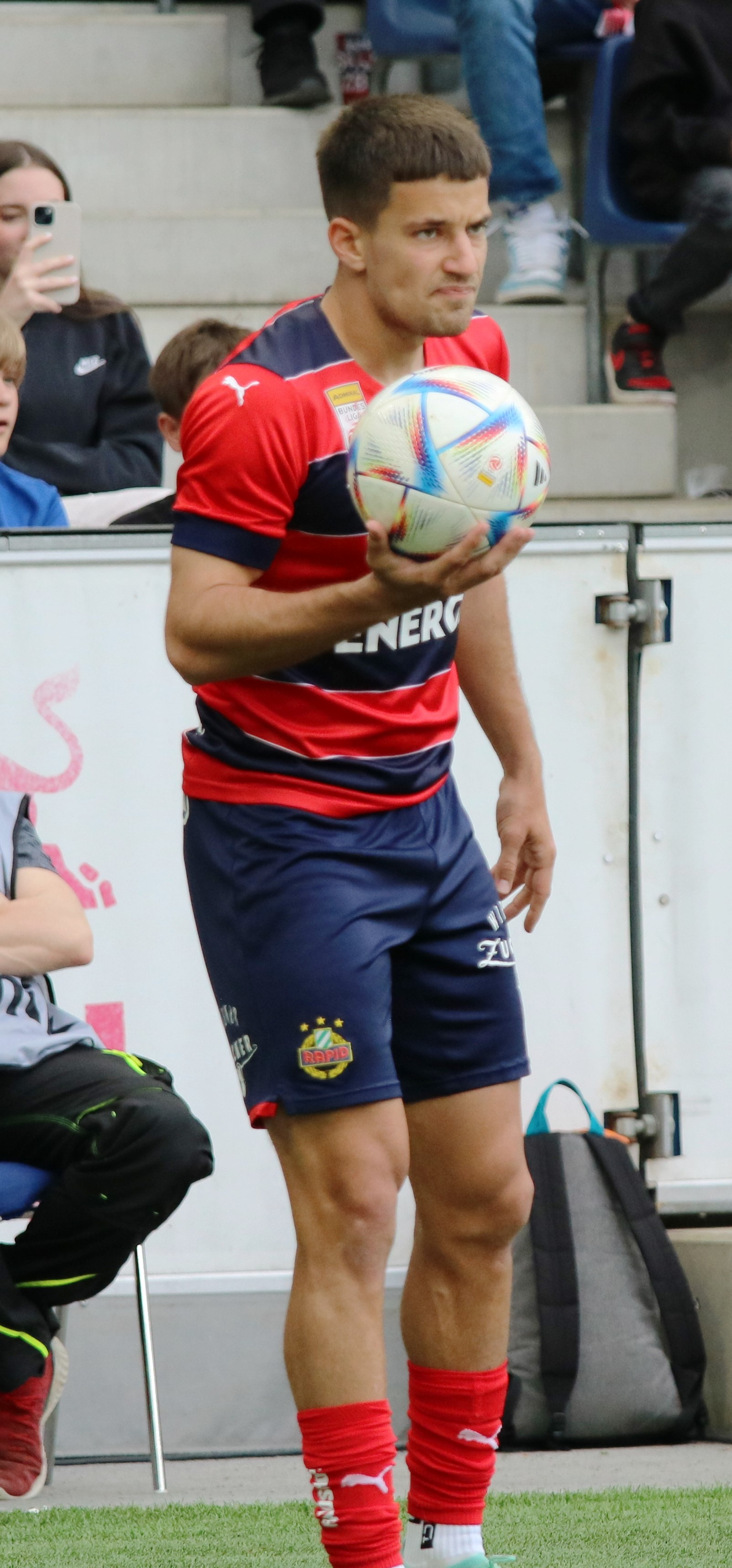
Jonas Auer (* 2000)

- Auer, Jonas Casimir von (1658–1721), preußischer Oberst, Chef des Infanterieregiments Nr. 9 und Erbherr auf Pilshöfen
- Auer, Jörg (1943–2024), deutscher Konteradmiral der Deutschen Marine
- Auer, Josef (1867–1934), deutscher Holzbildhauer
- Auer, Josef (* 1956), österreichischer Politiker (SPÖ), Landtagsabgeordneter in Tirol
- Auer, Joseph (1855–1911), deutscher katholischer Priester und Komponist
- Auer, Judith (1905–1944), deutsche Widerstandskämpferin gegen den Nationalsozialismus
- Auer, Julius von (1832–1915), deutscher Verwaltungsbeamter, Regierungspräsident im Königreich Bayern
- Auer, Karl (1903–1945), deutscher Fußballspieler
- Auer, Karl (* 1947), deutscher Fußballfunktionär, Präsident des Fußballvereins TSV 1860 München
- Auer, Kasimir von (1788–1837), preußischer Generalmajor
- Auer, Katja (* 1979), deutsche Journalistin
- Auer, Katrin (* 1974), österreichische Politikerin (SPÖ)
- Auer, Klaus Hubert (* 1962), österreichischer Land- und Forstwirt, Politiker (ÖVP), Abgeordneter zum Nationalrat
- Auer, Konrad (* 1965), italienischer Bergsteiger, Alpinist, Bergführer und Extrembergsteiger
- Auer, Kuno von (1818–1895), preußischer Generalmajor
- Auer, Lambert (1533–1573), Jesuit, Prediger und Theologe
- Auer, Laurence (* 1959), französische Diplomatin
- Auer, Leopold (1845–1930), Violinist, Violinpädagoge und Dirigent
- Auer, Leopold (1944–2024), österreichischer Historiker und Archivar
- Auer, Lucas (* 1994), österreichischer AutomobilrennfahrerLucas Auer (* 1994)

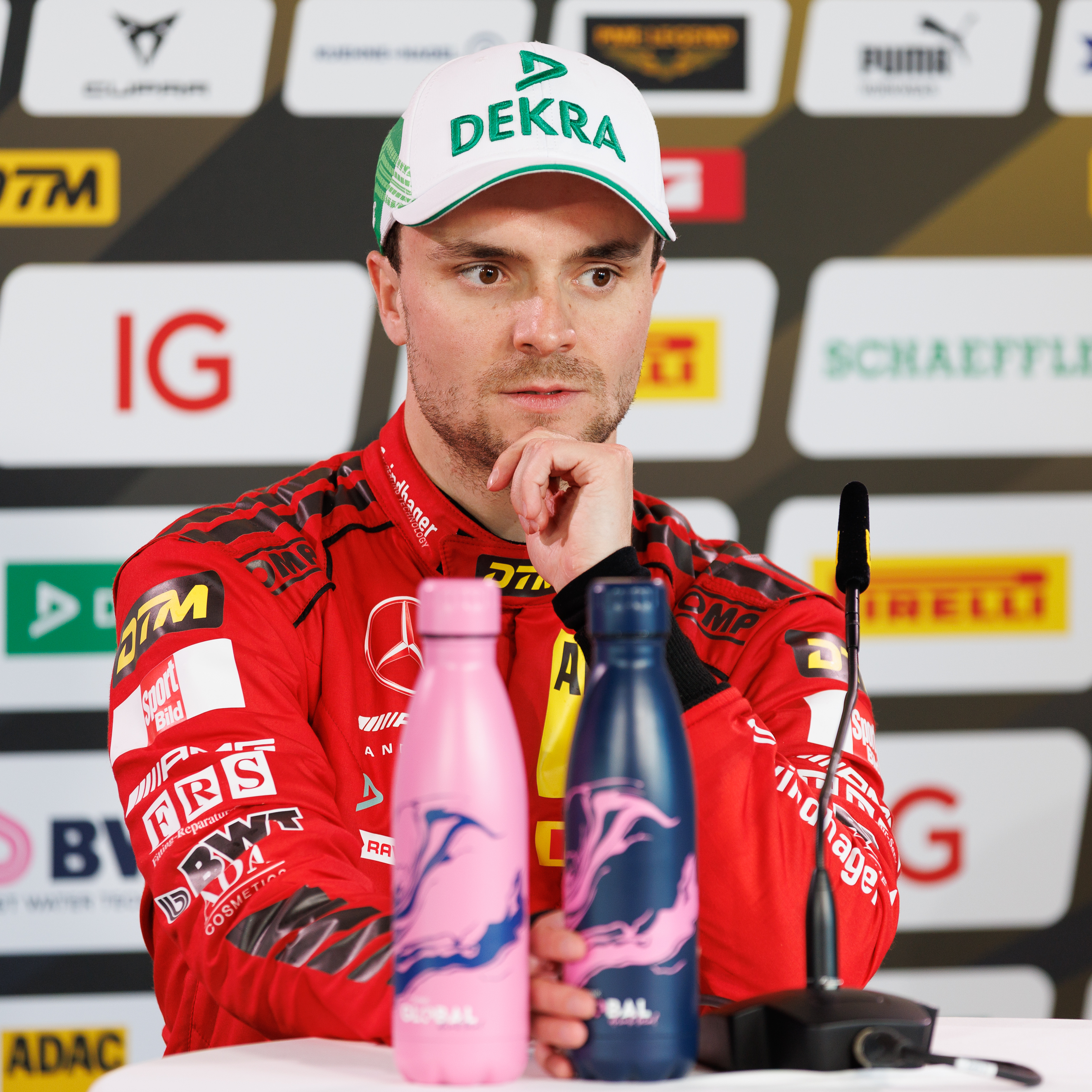
Lucas Auer (* 1994)

- Auer, Ludwig (1839–1914), deutscher Volksschullehrer, Schriftsteller, Verleger und Unternehmer
- Auer, Ludwig von (* 1966), deutscher Ökonom, Professor für Volkswirtschaftslehre
- Auer, Manuela (* 1965), österreichische Politikerin (SPÖ), Abgeordnete zum Vorarlberger Landtag
- Auer, Margit (* 1967), deutsche Journalistin und Schriftstellerin
- Auer, Marietta (* 1972), deutsche Rechtswissenschaftlerin
- Auer, Marlene (* 1987), österreichische Journalistin
- Auer, Martin (* 1951), österreichischer SchriftstellerMartin Auer (* 1951)

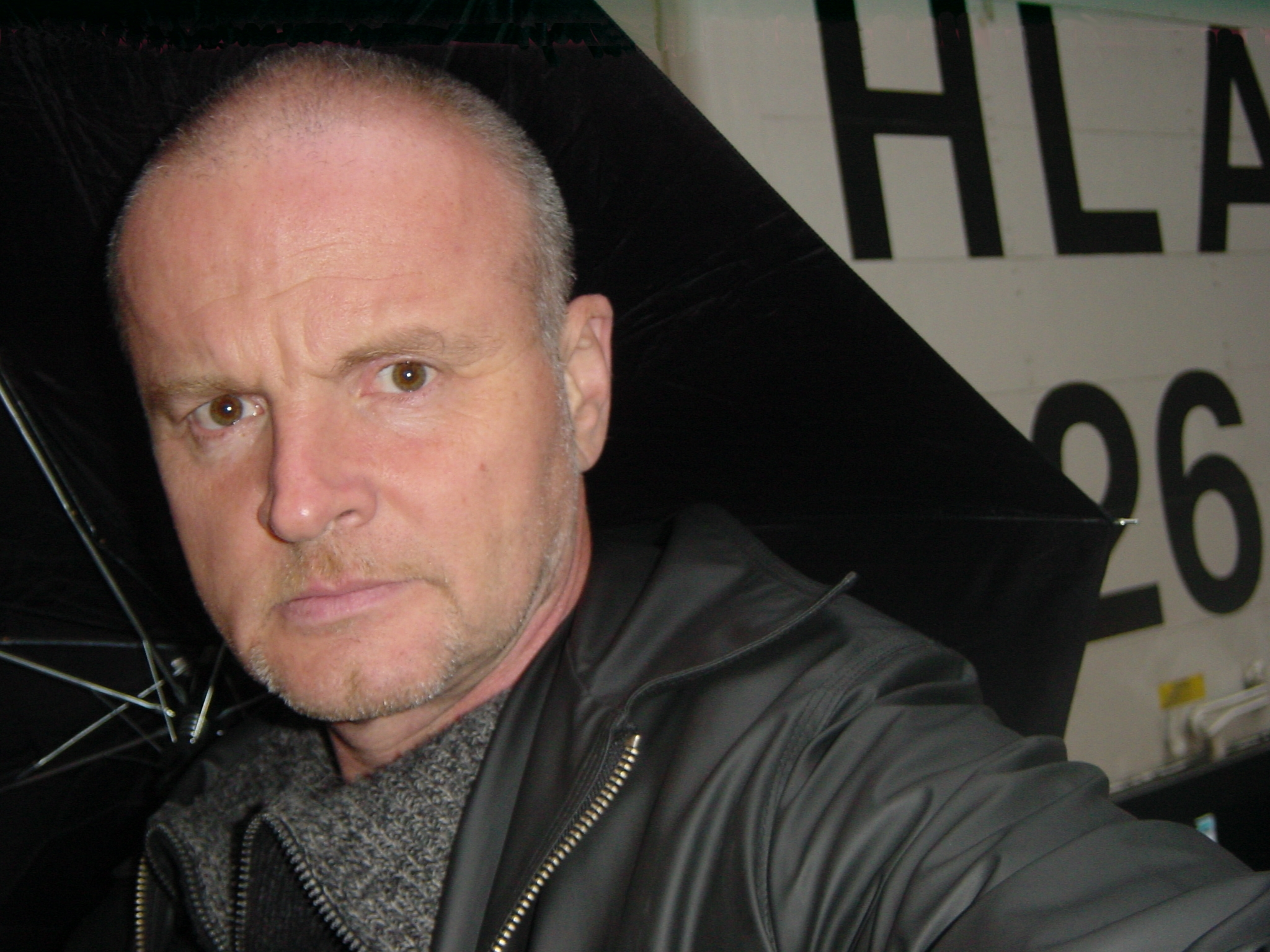
Martin Auer (* 1951)

- Auer, Martin (* 1963), deutscher Jazztrompeter
- Auer, Martin (* 1976), deutscher Jazztrompeter und Flügelhornist
- Auer, Max (1880–1962), österreichischer Musikwissenschaftler
- Auer, Max (* 1936), deutscher Fußballspieler
- Auer, Maximilian Joseph († 1878), deutscher Porzellanmaler, Glasmaler und Aquarellmaler
- Auer, Michael (* 1978), österreichisch-amerikanischer Literaturwissenschaftler
- Auer, Michael (* 1983), österreichischer Fußballspieler
- Auer, Michel (1933–2024), französisch-schweizerischer Fotograf, Sammler und Fotohistoriker
- Auer, Miriam H. (* 1983), österreichische Schriftstellerin und Dozentin
- Auer, Mischa (1905–1967), US-amerikanischer Film- und Theaterschauspieler russischer Herkunft
- Auer, Monika (* 1957), italienische Rennrodlerin
- Auer, Otto (* 1966), österreichischer Politiker (ÖVP), Mitglied des Bundesrates
- Auer, Pepsi (1928–2013), deutscher Jazzmusiker (Pianist, zunächst Vibraphonist)
- Auer, Peter (* 1954), deutscher Linguist
- Auer, Philipp (1831–1912), deutscher Politiker
- Auer, Richard (* 1965), deutscher Krimiautor und JournalistRichard Auer (* 1965)

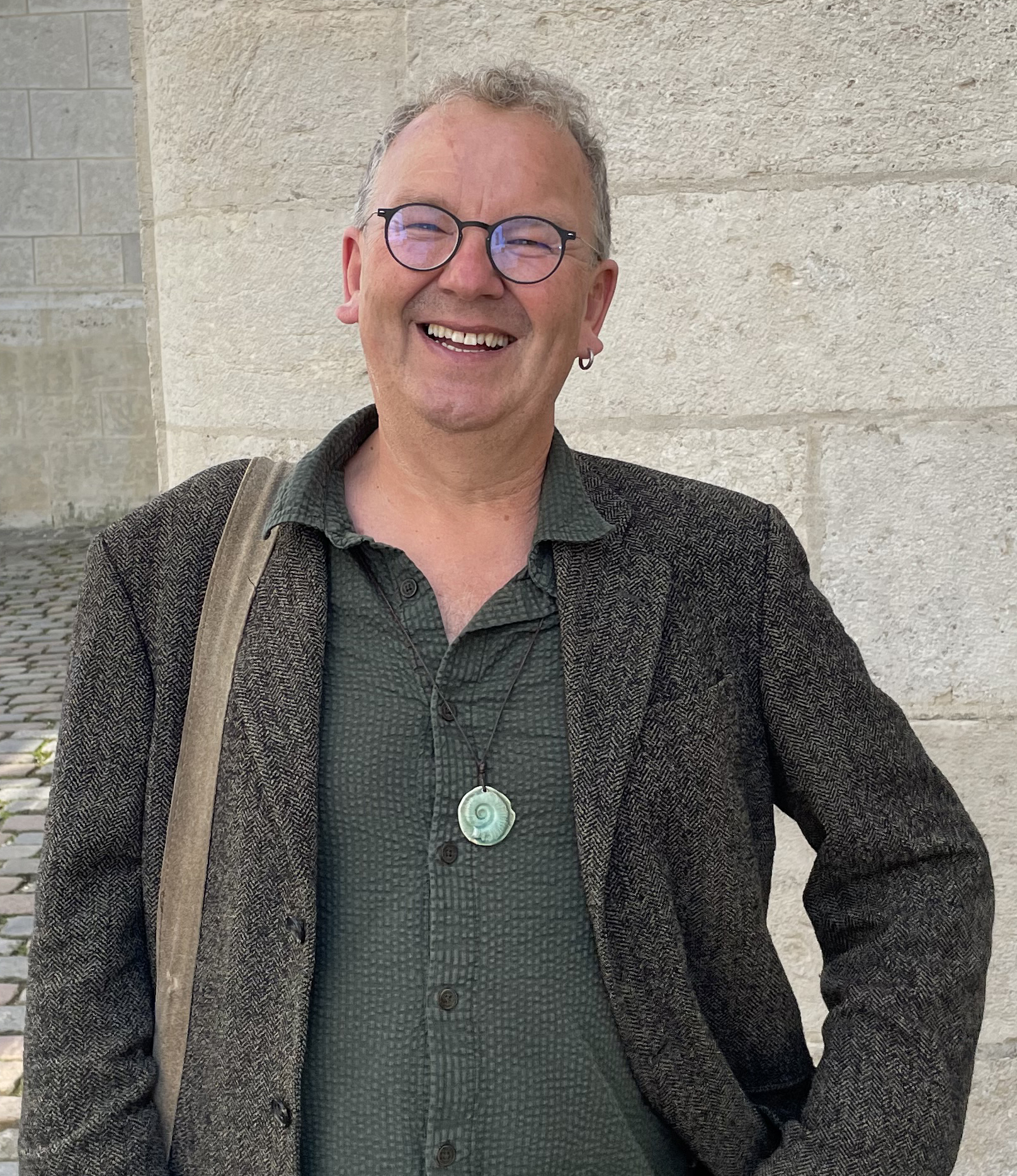
Richard Auer (* 1965)

- Auer, Robert (1873–1952), kroatischer Maler
- Auer, Robert (1957–2013), österreichischer Fußballspieler und -trainer
- Auer, Sebastian (1922–2023), österreichischer Techniker und Erfinder
- Auer, Sepp (* 1939), österreichischer Hochschullehrer, Bildhauer (Metallplastiker) und Installationskünstler
- Auer, Sören (* 1975), deutscher Informatiker
- Auer, Stefan (1905–1977), rumänisch-ungarischer Fußballspieler und -trainer
- Auer, Stefanie (* 2002), österreichische Tennisspielerin
- Auer, Stephan (* 1961), deutscher Diplomat
- Auer, Stephan (* 1991), österreichischer Fußballspieler auf der Position eines Abwehrspielers
- Auer, Theodor (1899–1972), deutscher Botschafter
- Auer, Thomas (* 1982), österreichischer Eishockeyspieler
- Auer, Toni (1937–2023), deutscher Radrennfahrer
- Auer, Väinö (1895–1981), finnischer Geologe und Geograph
- Auer, Vera (1919–1996), österreichische Jazzvibraphonistin und -akkordeonistin
- Auer, Victor (1937–2011), US-amerikanischer Sportschütze
- Auer, Walter (* 1971), österreichischer Flötist
- Auer, Werner (* 1965), österreichischer Künstler, Sänger, Schauspieler, Regisseur, Kabarettist und ModeratorWerner Auer (* 1965)

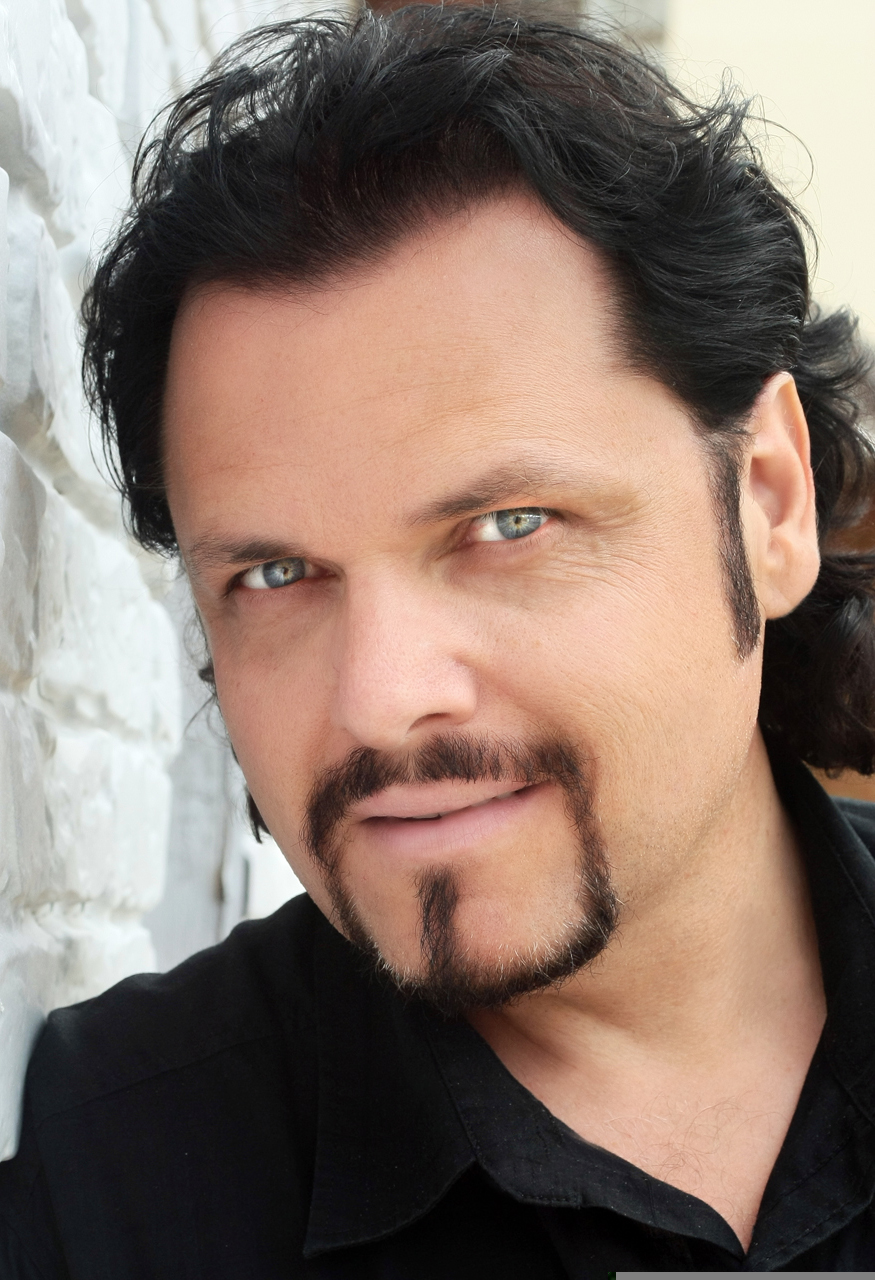
Werner Auer (* 1965)

- Auer, Wilhelm von (1864–1918), preußischer Generalmajor
- Auer, Willi (1949–1998), deutscher Politiker (REP), MdL (Baden-Württemberg)
- Auer-Frey, Petra (* 1963), deutsche Schauspielerin
- Auer-Mayer, Susanne (* 1985), österreichische Rechtswissenschaftlerin und Universitätsprofessorin
- Auer-Miehle, Friedel (1914–2004), österreichische Malerin
- Auer-Stüger, Stephan (* 1979), österreichischer Politiker (SPÖ)

#### Auerb
- Auerbach, Alexander (* 1988), deutscher Handballspieler
- Auerbach, Alfred (1873–1954), deutscher Schauspieler und Schriftsteller
- Auerbach, Azriel (* 1938), israelischer ultraorthodoxer Rabbiner und Posek
- Auerbach, Baruch (1793–1864), polnisch-deutscher Lehrer und Erzieher
- Auerbach, Benjamin (1855–1940), deutscher Arzt und leitender Arzt des Israelitischen Asyls für Kranke und Altersschwache in Köln (1885–1935)
- Auerbach, Benjamin Hirsch (1808–1872), deutscher Rabbiner
- Auerbach, Berthold (1812–1882), deutscher SchriftstellerBerthold Auerbach (1812–1882)

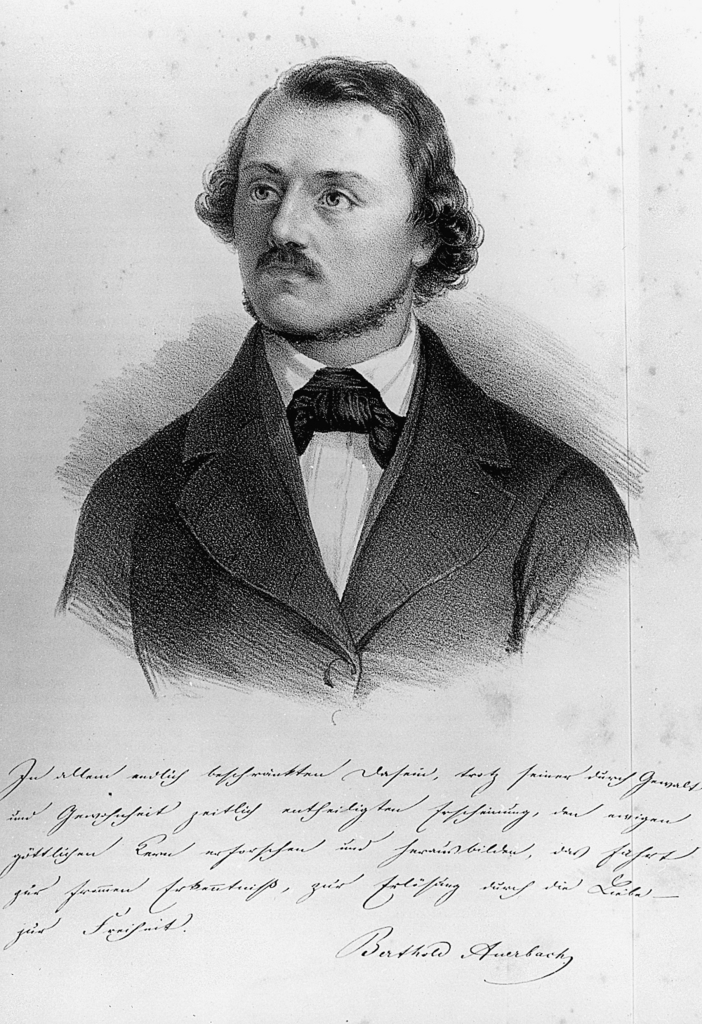
Berthold Auerbach (1812–1882)

- Auerbach, Chajim Leib (1886–1954), israelischer Rabbiner
- Auerbach, Charlotte (1899–1994), deutsch-englische Biologin, Genetikerin und Hochschullehrerin
- Auerbach, Dan (* 1979), US-amerikanischer Gitarrist und Produzent sowie mehrfacher Grammy-Preisträger
- Auerbach, David (1599–1647), deutscher lutherischer Theologe
- Auerbach, Dirk (* 1963), deutscher Wirtschaftsprüfer, Steuerberater und Bankaufsichts-Experte
- Auerbach, Edith (1899–1994), deutsch-französische Malerin und Zeichnerin
- Auerbach, Elias (1882–1971), israelischer Mediziner
- Auerbach, Ella (1900–1999), deutsche Juristin, US-amerikanische Sozialarbeiterin
- Auerbach, Ellen (1906–2004), deutsch-amerikanische Fotografin und Filmemacherin
- Auerbach, Erich (1892–1957), deutscher Literaturwissenschaftler und Romanist
- Auerbach, Erich (1911–1977), sudetendeutsch-britischer Fotograf
- Auerbach, Erna (1897–1975), deutsch-britische Malerin und Kunsthistorikerin
- Auerbach, Felix (1856–1933), deutscher Physiker
- Auerbach, Frank (1931–2024), britischer Maler
- Auerbach, Frank (* 1968), deutscher Schauspieler und Regisseur
- Auerbach, Friedrich (1870–1925), deutscher Chemiker
- Auerbach, Gerhard, deutscher Fußballspieler
- Auerbach, Herman (1901–1942), polnischer Mathematiker
- Auerbach, Inge (* 1941), deutsche Historikerin und Archivarin
- Auerbach, Isaac Levin (1791–1853), deutscher Prediger, Erzieher und Schriftsteller
- Auerbach, Isaak (1827–1875), deutscher Architekt, Land- und Wasserbaumeister und Baumeister
- Auerbach, Iwan Bogdanowitsch (1815–1867), russischer Geologe und Mineraloge
- Auerbach, Johann Gottfried (1697–1753), kaiserlicher Hofmaler zu Wien
- Auerbach, Johannes Ilmari (1899–1950), deutscher Maler, Bildhauer und Autor
- Auerbach, Josef (1885–1969), österreichisch-böhmisch-amerikanischer Filmproduzent und -verleiher
- Auerbach, Konrad (* 1958), deutscher Kunsthistoriker
- Auerbach, Leonore (* 1933), deutsche Lehrerin und Politikerin (SPD), MdL
- Auerbach, Leopold (1828–1897), deutscher Anatom und Pathologe
- Auerbach, Leopold (1847–1925), deutscher Jurist und Historiker
- Auerbach, Lera (* 1973), russische Komponistin, Pianistin und Autorin
- Auerbach, Ludwig (1840–1882), deutscher Schriftsteller
- Auerbach, Max (1879–1968), deutscher Biologe, Naturwissenschaftler und Limnologe
- Auerbach, Meir (1815–1878), polnischer Rabbiner
- Auerbach, Moses (1881–1976), deutsch-israelischer Rabbiner
- Auerbach, Philipp (1906–1952), deutscher Politiker (DDP, SPD), Staatskommissar und Opfer des Antisemitismus
- Auerbach, Rachel (1903–1976), jiddisch-israelische Historikerin, Journalistin, Schriftstellerin und Holocaust-Überlebende
- Auerbach, Red (1917–2006), US-amerikanischer BasketballtrainerRed Auerbach (1917–2006)

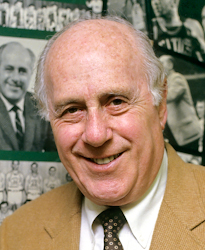
Red Auerbach (1917–2006)

- Auerbach, Schlomo Salman (1910–1995), israelischer Rabbiner
- Auerbach, Selig (1840–1901), deutscher Rabbiner
- Auerbach, Shmuel (1931–2018), israelischer Rabbiner
- Auerbach, Siegmund (1866–1923), deutscher Neurologe
- Auerbach, Sivan (* 2000), israelische Mittelstreckenläuferin
- Auerbach, Thomas (1947–2020), deutscher Bürgerrechtler und politischer Häftling in der DDR, Mitarbeiter des Bundesbeauftragten für die Stasi-Unterlagen
- Auerbach, Walter (1905–1975), deutscher Politiker (SPD) und Widerstandskämpfer
- Auerbach, Wilfried (* 1960), österreichischer Ruderer
- Auerbach, Wilhelm (1830–1903), deutscher Turnlehrer
- Auerbach, Wilhelm Emil (1826–1874), deutscher Jurist, Frankfurter Kommunalpolitiker
- Auerbach-Brown, Christopher (* 1970), US-amerikanischer Komponist und Musikpädagoge
- Auerbacher, Inge (* 1934), US-amerikanische Autorin, Holocaust-Überlebende
- Auerböck, Christoph (* 1954), österreichischer Ethnologe und Historiker

#### Auerd
- Auerdahl, Thorleif (1895–1918), norwegischer Lyriker

#### Auerh
- Auerhan, Jan (1880–1942), tschechoslowakischer Jurist, Statistiker, Geograph und Hochschullehrer

#### Auerm
- Auermann, Nadja (* 1971), deutsches Fotomodell und SchauspielerinNadja Auermann (* 1971)

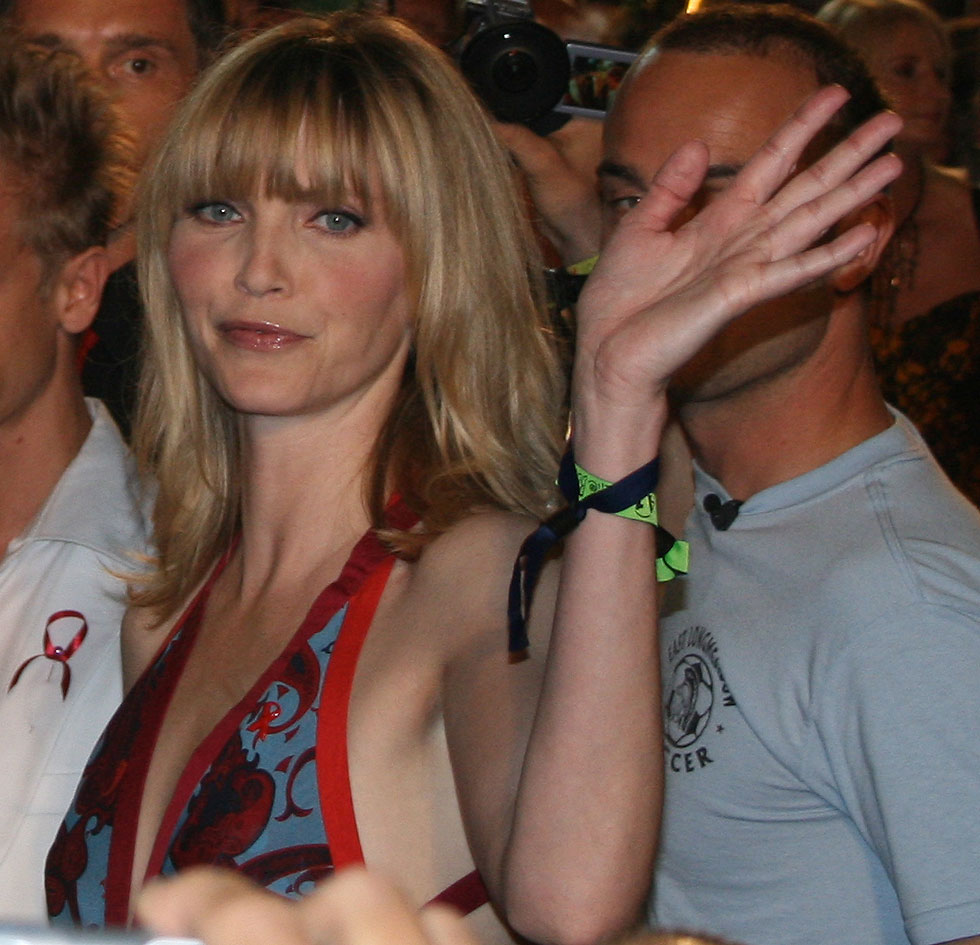
Nadja Auermann (* 1971)

#### Auern
- Auernhammer, Artur (* 1963), deutscher Politiker (CSU), MdB
- Auernhammer, Hermann (* 1941), deutscher Agrarwissenschaftler
- Auernhammer, Johann (1933–2002), deutscher Fußballspieler
- Auernhammer, Josepha (1758–1820), österreichische Pianistin und Komponistin
- Auernhammer, Marianne (1786–1849), österreichische Sängerin, Pianistin und Komponistin
- Auernheimer, Andrew (* 1985), amerikanischer Hacktivist, Hacker und Internet-Troll
- Auernheimer, Georg (* 1939), deutscher ErziehungswissenschaftlerGeorg Auernheimer (* 1939)

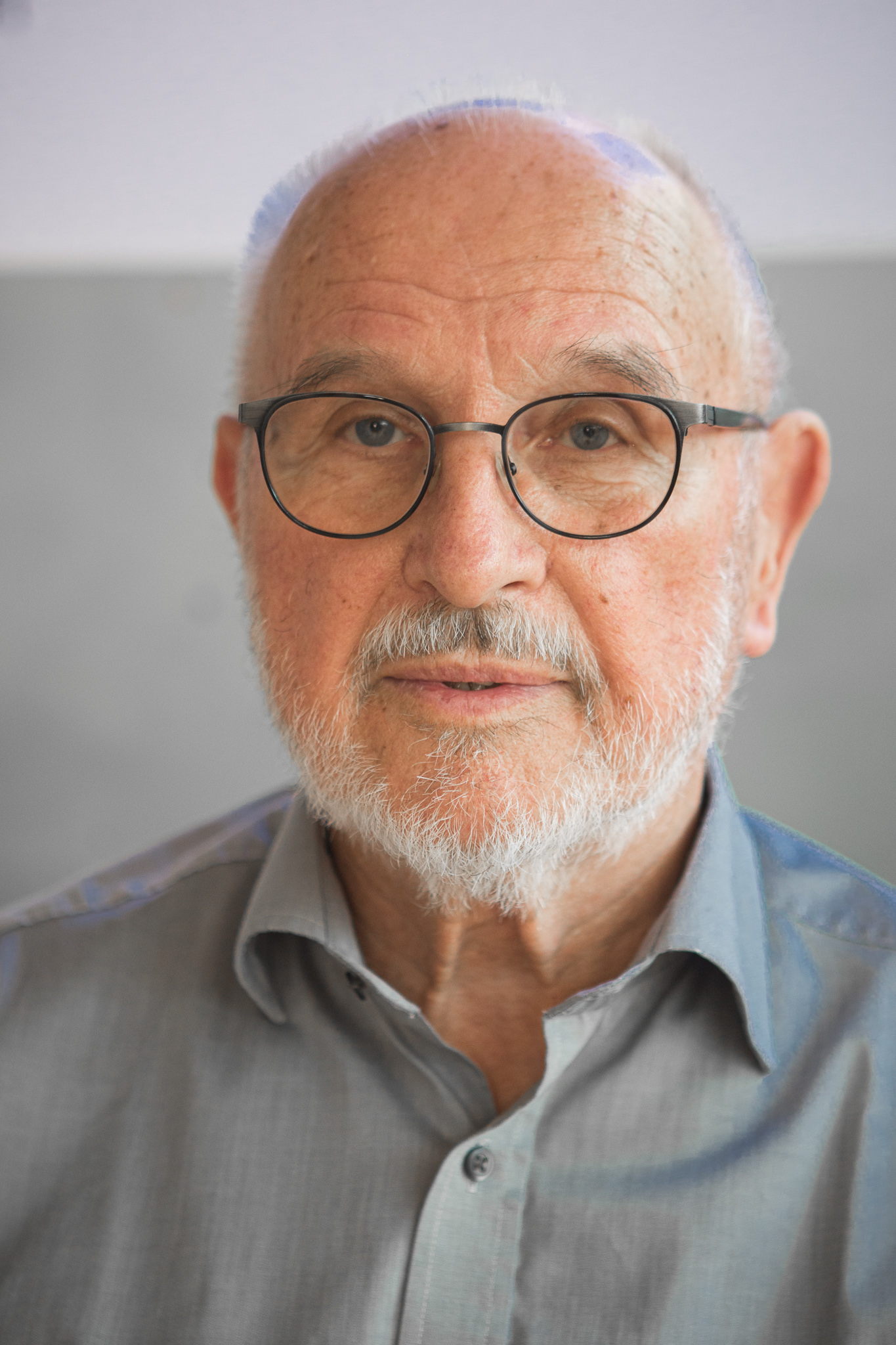
Georg Auernheimer (* 1939)

- Auernheimer, Raoul (1876–1948), österreichischer Jurist und Schriftsteller
- Auernheimer, Richard (1942–2024), deutscher politischer Beamter

#### Auero
- Auerochs, Bernd (* 1960), deutscher Germanist
- Auerochs, Georg Friedrich von (1657–1731), Hessen-kasselscher General

#### Auers
- Auersperg Attems, Marija (1816–1880), österreichisch-slowenische Blumenmalerin
- Auersperg, Adolf von (1821–1885), österreichischer Politiker, Ministerpräsident von Cisleithanien
- Auersperg, Alfred (1899–1968), österreichischer Psychiater und Neurologe
- Auersperg, Andreas von (1556–1593), österreichisch-slowenischer Heerführer
- Auersperg, Erwin von (1850–1918), österreichischer Adliger und Politiker
- Auersperg, Franz Karl (1935–2008), österreichischer Politiker
- Auersperg, Franz Karl von (1660–1713), Fürst von Auersperg sowie Herzog von Münsterberg
- Auersperg, Gottfried Leopold von (1818–1893), österreichischer k. u. k. Feldzeugmeister
- Auersperg, Heinrich Joseph von (1697–1783), 4. Fürst von Auersperg, Herzog von Münsterberg
- Auersperg, Herbard VIII. von (1528–1575), österreichischer Heerführer
- Auersperg, Johann Adam von (1721–1795), österreichischer Adliger
- Auersperg, Johann Ferdinand von (1655–1705), 2. Fürst von Auersperg, Herzog von Münsterberg
- Auersperg, Johann Weikhard von (1615–1677), österreichischer Minister und Reichsfürst, Herzog von Münsterberg
- Auersperg, Johannes (1934–2019), österreichischer Kontrabassist und Hochschullehrer
- Auersperg, Joseph Franz Anton von (1734–1795), österreichischer Bischof, Fürstbischof von Passau und Kardinal
- Auersperg, Karl Maria Alexander von (1859–1927), österreichischer Gutsbesitzer und Politiker, Landtagsabgeordneter
- Auersperg, Karl von (1814–1890), böhmisch-österreichischer Politiker und Ministerpräsident
- Auersperg, Leopold von (1855–1918), österreichischer Adliger, Beamter und Politiker
- Auersperg, Maria Wilhelmina von (1738–1775), Geliebte von Kaiser Franz I. Stephan (HRR)Maria Wilhelmina von Auersperg (1738–1775)

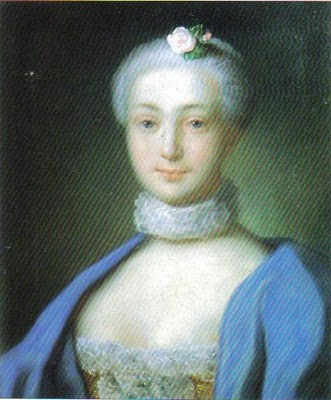
Maria Wilhelmina von Auersperg (1738–1775)

- Auersperg, Maximilian von (1771–1850), österreichischer General der Kavallerie
- Auersperg, Vincenz Karl von (1812–1867), österreichischer Hofbeamter, Mitglied im Herrenhaus
- Auerswald, Achatius von (1818–1883), deutscher Kommunaljurist, Regierungspräsident in Köslin (1874–1882) und Reichstagsabgeordneter
- Auerswald, Adalbert von (1822–1870), preußischer Dragoneroffizier und Regimentskommandeur
- Auerswald, Alfred von (1797–1870), preußischer Generallandschaftsdirektor und Innenminister
- Auerswald, Annemarie von (1876–1945), deutsche Stiftdame, Schriftstellerin und Museumsleiterin
- Auerswald, Christina (* 1963), deutsche Schriftstellerin, Verlegerin
- Auerswald, Fabian von (* 1462), Verfasser eines Ringbuches
- Auerswald, Günter (* 1936), deutscher Radrennfahrer (DDR)
- Auerswald, Hans Jakob von (1757–1833), preußischer Oberpräsident für Ostpreußen, Litauen und Westpreußen
- Auerswald, Hans von (1792–1848), preußischer Generalmajor
- Auerswald, Heinz (1891–1974), deutscher Maler
- Auerswald, Heinz (1908–1970), deutscher Jurist und Ghetto-Kommissar in WarschauHeinz Auerswald (1908–1970)

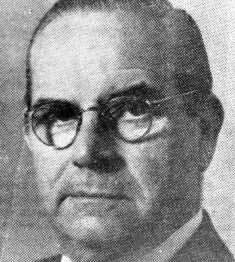
Heinz Auerswald (1908–1970)

- Auerswald, Ingrid (* 1957), deutsche Sprinterin und Olympiasiegerin
- Auerswald, Martin (* 1993), deutscher Biochemiker, Ernährungsberater und Buchautor
- Auerswald, Oscar Theodor (1827–1903), deutscher evangelischer Pfarrer
- Auerswald, Otto (1900–1962), Chefinspekteur der Transportpolizei und Generalmajor der Volkspolizei in der DDR
- Auerswald, Rudolf von (1795–1866), preußischer Beamter, Minister und Ministerpräsident
- Auerswald, Ursula (1950–2004), deutsche Medizinerin, Ärztevertreterin
- Auerswald, Wilhelm (1917–1981), österreichischer Physiologe und Hochschullehrer
- Auerswald, Willi (1894–1956), deutscher SS-Oberscharführer im KZ Mauthausen

### Aues
- Äuesow, Muchtar (1897–1961), kasachischer Schriftsteller